# Clubber
Clubber ou clubbing é uma tribo urbana de pessoas que frequentam danceterias (os clubs, em inglês), as quais foram comuns nos anos 1990. Foi em parte responsável por elevar gêneros musicais como house e techno ao mainstream, além de movimentar a vida noturna pelas grandes metrópoles e influenciar a moda.

## Origem
Em meados da década de 1990, na Inglaterra, nasceram os adeptos do movimento clubber, que ao contrário do movimento punk, não visava lutar por um espaço na sociedade inglesa, focando-se no culto à estética e à diversão em festas regadas a música eletrônica. O movimento clubber possibilitou que a música eletrônica ganhasse espaço e popularidade, tornando-se uma cena importante que culminou com o surgimento das raves. Com a difusão da música eletrônica através dos clubes ingleses e com o surgimento de algumas das principais bandas eletrônicas mundias (The Prodigy, Kraftwerk, The Chemical Brothers, New Order), o movimento começou a se popularizar internacionalmente, não apenas restrito à região de Londres.

## No Brasil
O movimento obteve grande força no Brasil a partir da cidade de São Paulo, em meados da década de 1990, em que surgiram as primeiras casas noturnas voltadas apenas para música eletrônica, das quais se destacavam Hell's Club, Over Night, Arena, Palacios, Contra-Mão, Toco, Sound Factory e Nation. Nesse período de desenvolvimento local da música eletrônica no Brasil, houve uma mescla entre sons típicos brasileiros, como a MPB, e estilos estrangeiros, com forte influência do Reino Unido. As mixagens de DJs mundialmente conhecidos como Marky e Patife divulgando o "Brazilian Drum'n'Bass". Dessa maneira a cena eletrônica brasileira foi conseguindo cada vez mais adeptos e o movimento clubber obteve divulgação não apenas na vida noturna, mas em mídias como revistas, jornais e programas de televisão. O clubber se torna tão forte que ganha uma emissora de rádio integralmente dedicada à e-music (Energia-97), acompanhando o nascimento de Associações (AME) para defesa da imagem e da cena eletrônica. Em 1997 a música eletrônica alavanca mundialmente, ascendendo ao mainstream quando a banda The Prodigy obtém as premiações de melhor banda do ano e melhor disco com The Fat of The Land, impulsionando ainda mais a noite noturna de São Paulo. No começo do Século XXI a capital paulista já conta com inúmeras casas noturnas voltadas para o público clubber e a e-music, começam a surgirem festas ao ar livre como as principais Raves Mundias, e ocorre o primeiro evento brasileiro de música eletrônica de impacto mundial, noticiado em todo mundo: a Parada da Paz ocorrida no Parque do Ibirapuera com público de mais de 100 mil pessoas. A prefeitura municipal de São Paulo no começo do novo milênio incentivou a cultura clubber com a promoção de festas ao ar-livre com público de mais de 10 mil pessoas como a série de eventos Lov.e por São Paulo. Aos poucos boates em outras capitais como também começam a se dedicar ao gênero, influenciadas pelo sucesso de público e status que as danceterias de São Paulo alcançaram.
O estereótipo clubber e a música eletrônica estiveram sempre totalmente ligados. O movimento clubber perdeu sua força, principalmente pelo denegrimento da cena através de acusações relacionadas ao consumo de drogas e a negligência ou conivência das autoridades em relação à isso na forma de ausência de fiscalização. Hoje o movimente clubber gradativamente se extingue no Brasil, ao contrário do que acontece com a música eletrônica, que continua grande com casas exclusivas principalmente em São Paulo e Rio de Janeiro, e gradativamente se metamorfoseando em outros subgêneros, contanto ainda com boates e festas que contam com line-ups regados a techno, trance, trip-hop, house, jungle, hardstyle e a demais novas vertentes da EDM, raramente tocando músicas dos primórdios do club que não sejam na forma de remixagens.

## Características
Os clubbers são extremamente estéticos devido à agitação e dinâmica social da vida noturna, influenciada pelo ritmo de sua trilha sonora e palco de manifestação e validação da moda. A manifestação visual geralmente se dá de maneira extravagante ou com características estereotipadas como as blusas em cores vivas e alucinógenas, com estampas nada convencionais contando com todo tipo de referências à cultura pop como animes, filmes, paralelos com a psicodelia dos anos 60, drogas sintéticas, temas e grifes da atualidade. Também fazem parte da indumentária padrão as saias e calças coloridas, leggings, tênis coloridos dos tipos sneaker e esportivos Adidas e Nike, além dos famosos tênis all-star. Estão presentes acessórios e outros elementos como pulseiras e colares coloridos, tic-tacs para cabelo de todas as cores imagináveis, piranhas, anéis supercoloridos e grandes, verniz, maquiagens que brilham no escuro, estrelinhas, glitter, glimmer, sombras coloridas (de rosa-choque a azul-piscina), piercings, tatuagens tribais, cabelos em cortes à frente da moda ou de cores berrantes como o verde-limão e a rosa-choque.
Em geral, os clubbers têm como ponto de encontro clubes, boates e raves.